# Magazin Istoric
Magazin Istoric este o revistă de cultură istorică din România. Primul număr a apărut în aprilie 1967 și continuă să apară periodic, o dată pe lună. Conține articole și imagini despre istoria românilor și istoria universală, iar pe ultima pagină un scurt sumar în limbile engleză și rusă.

## Istorie
Magazin Istoric a fost lansat în 1967 cu sprijinul Institutului de studii istorice și social-politice din București, care a funcționat sub supravegherea directă a Comitetului Central al Partidului Comunist Român. Primul director a fost Dumitru Almaș (pseudonimul lui Dumitru Ailincăi, 1908-1995). Primul redactor-șef a fost Constantin Antip (născut pe 27 octombrie 1925), in timp ce redactori șefi adjuncți erau Ion Dragomirescu și Al. Gh. Savu. Alți redactori: Livia Dandara, Robert Deutsch, Mircea Ioanid, Gheorghe Rădulescu, Marian Ștefan, Răzvan Theodorescu. În 1969, Cristian Popișteanu (1932-1999) a devenit director și Nicolae Minei (1922-2000), redactor-șef.
Printre autorii care au publicat în revistă au fost: Ștefan Pascu, V. Vândea, Dan Berindei, Dionisie M. Pippidi, Constantin C. Giurescu, Radu Vulpe, Ștefan Ștefănescu, M.Petrescu-Dâmbovița, Constantin N. Velichi, Vasile Netea, Ion Ionașcu, Miron Constantinescu, Corina Nicolescu, I.M.Oprea, C. W. Ceram, Ion Vlăduțiu, Cristian Popișteanu, Eugen Preda, Camil Mureșanu, Anca Stahl, Florica Lorinț, Augustin Deac, Aurelian Sacerdoțeanu si Al. Gh. Savu (1931-1991).

## Articole
Primul număr al Magazinului Istoric (1/1967) conținea articolele:
- „Către cititori”, pag. 1
- „1877: Eroi, fapte, mărturii”
- „1877 în documentele vremii”
- „Taina vasului Radetzki”
- „Transilvania și războiul de independență”, pag. 12
- „Un prinț valah pe drumurile Europei”, pag. 14
- „Histria și Burebista”
- Alexandru Piru, „Un precursor al științei istorice. Magazin istoric pentru Dacia”, pag. 23
- ș.a.

## Vezi și
- Magazin istoric pentru Dacia